# Prilog-Vii, Satu Mare
Prilog-Vii (maghiară Rózsapallaghegy) este un sat în comuna Orașu Nou din județul Satu Mare, Transilvania, România.

## Scurt istoric
Filia Prilog-Vii,,Adormirea Maicii Domnului,,
Ca si localitate satul Prilog Vii apare in acte in 1924 după reforma agrară. Este format din locuitori români si ruteni maghiarizati. Numărul de suflete este 98, iar familii 35.
Satul nu a avut Biserica. In anul 1975 s-a pus o cruce si un clopot sub pastoratia preotului Anania Cornic. Intre 1981-1983 s-a zidit o biserică nouă numită în vechiul regim « casa cantora».A fost pictată in tempera dar pictura nu a durat. Biserica nu avea turlă. A fost sfințită cu Sfinte Moaște de P.S.Episcop Vasile al Oradiei in 29 iulie 1984 în vremea preotului Pop Ioan. Intre anii 1993-1995 s-a zidit turla mărindu-se si biserica. A fost repictată in frescă bizantină de pictorul Pop Ioan din Prilog intre anii 2003-2004.A fost înzestrată cu obiecte de cult , veșminte noi,cărți. A fost resfințită de P.S.Episcop Iustinian al Maramureșului și Sătmarului in 18 septembrie 2005 împreuna cu un sobor de preoți din care a făcut parte si părintele Lazar Marius,consilier cultural precum si protopopul Mihai Feher.     
Satul este mic si astăzi si depopulat, jumătate din populație fiind plecată la muncă in străinătate. Cei rămași sunt foarte jertfelnici si atașați de Sfânta Biserică și de Mănăstirea Portărița pe care o frecventează foarte des.